# 高倉英二
高倉英二 （たかくら えいじ、1945年2月8日 - ）は、日本の殺陣師・アクション監督。正伝十二騎神道流宗家。本名非公開。千葉県八日市場市（現・匝瑳市）出身。

## 来歴・人物
千葉県東金市生まれ。明治大学卒業。武家の家系であったことから、幼少期より古武術を学ぶ。各種古武道はもとより空手（元東京都代表 全日本大会準優勝）、剣道、合気道、日本拳法、制定および古流居合いなど、あらゆる武道に精通した（それぞれ高段位取得）。下総国の神道流を源流とする御留流剣術の継承者である。
殺陣師の道へ進んだきっかけは、広告代理店で映像(テレビ映画)制作会社宣弘社でアルバイトをしていた時に、時代劇『隠密剣士』の撮影を手伝ったことによる。林邦史朗らと共に日本初のスタントマンチームである若駒冒険グループを創設。幼少の頃より身につけていた剣術や武道の素養をベースに殺陣師として活動する一方で、乗馬〜剣術〜各種武術などの指導にもあたり、若駒の武芸的な基礎を確立。メンバーの技術向上後進育成に努めた。のちに自身のアクション・スタントチームグループ十二騎（十二騎会、12騎会）を主宰。
主に映画や民放テレビ作品の殺陣・擬斗を数多く担当。第二次怪獣ブーム（1971年以降）時代は特撮作品の殺陣・擬斗も多く手掛けている。宣弘社において、船床定男監督の下で制作演出を学んでいたため（外山徹監督は兄弟子にあたる）、殺陣師として殺陣・擬斗を振り付けるにとどまらず、企画・脚本・演出全般をこなすことができる。担当した殺陣・擬斗作品の多くは、カット割りからセットの指示にいたるまで、高倉本人の演出によるものが多い。それまでの殺陣師が用いなかった琉球空手などの各種武道の理合いを元にした、限りなく実戦の動きに近い殺陣を用いたことが斬新と評価され、重宝されたという（1968年9月 TBSより殺陣で表彰される）。
石原プロによる大都会、西部警察シリーズ等ではカーアクションを含めたアクション総指揮を執り、1990年の映画『押忍!!空手部』『のぞみウィッチィズ』では製作総指揮を務めた。一時期、日光江戸村をはじめとする時代村で脚本・舞台演出・若手俳優の育成を担っていたこともある。
1999年、芸能武道 十二騎神道流を立ち上げ、芸能関係者に古武道と殺陣の教授を始める。2013年7月、東京都両国に総合古武道 正伝十二騎神道流 総本部道場を設立（2015年12月東京都浅草橋に移転）。芸能関係者だけでなく、一般人にも門戸を開く。
同時代に殺陣師として活躍した大野剣友会の高橋一俊は後輩であり、共にアクションを学んだ仲であった。

## 作風
俳優の個性を活かした殺陣をつけており、『アイアンキング』での石橋正次は剣や鞭を使ったアクション、『スーパーロボット レッドバロン』での大下哲矢は柔道技など、各俳優の経験を尊重している。
『シルバー仮面』で宇宙人役のスーツアクターを務めていた戸知章二がスーツに仕掛けていた火薬で大やけどを負う事故があってからは、怪我人を出さないよう神経を使うようになったという。しかし、『アイアンキング』ではヒロイン役の森川千恵子に火薬の火が燃え移る事故があり、森川が降板するに至っている。一方で『アイアンキング』の頃より多量の火薬やガソリンを用いた演出を行うようにもなり、『西部警察』などの派手な演出へとつながっていった。

## 参加作品

### テレビ作品
（刑事ドラマ・時代劇は別途）
- シルバー仮面（1971年）
- トリプルファイター（1972年）
- アイアンキング（1972年）
- だから大好き!（1972年）
- 赤ひげ（1972年、NHK）
- スーパーロボット レッドバロン（1973年）
- 闘え!ドラゴン（1974年）
- スーパーロボット マッハバロン（1974年）
- コードナンバー108 7人のリブ（1976年）
- 小さなスーパーマン ガンバロン（1977年）
- 恐竜戦隊コセイドン（1978年）
- 意地悪ばあさんシリーズ
- 駆け込みビル7号室（1979年）
- 探偵物語（1979年）
- ただいま絶好調!（1985年）
- 弟（2004年）
- おいしいごはん　鎌倉・春日井米店（2007年）
- クロスロード（2016年～2018年）

#### 刑事ドラマ
- 事件(秘)お料理法（1977年）
- 大都会シリーズ（PARTII、PARTIII）（※ノンクレジットだが一作目『大都会 闘いの日々』も担当）
- 西部警察全シリーズ
- 私鉄沿線97分署（1984年）
- 刑事物語'85（1985年）
- 誇りの報酬（1985年）
- ゴリラ・警視庁捜査第8班（1989年）
- 代表取締役刑事（1990年）
- 愛しの刑事（1992年）

#### 時代劇
- 大江戸捜査網シリーズ
- 新吾十番勝負（フジテレビ）
- めくらのお市
- お庭番
- 鼠小僧次郎吉
- 銭形平次 スペシャル
- 仕掛人藤枝梅安
- おらんだ左近事件帖（1971年）
- 浮世絵 女ねずみ小僧（1971年）
- 勝海舟（1974年、NHK大河ドラマ）
- 浮浪雲（1978年、テレビ朝日）
- 江戸を斬るIV（1979年）
- 素浪人罷り通る（1981年）
- 魔境　殺生谷の秘密（1983年）
- 燃えて散る〜炎の剣士沖田総司（1984年）
- 隠密・奥の細道（1988年）
- 女ねずみ小僧シリーズ（1989年）
- 女無宿人 半身のお紺（1991年）
- お助け同心が行く!（1993年）
- 姫将軍大あばれ（1995年）
- 痛快大名 徳川宗春（1996年）

### 映画・ビデオ作品
- 歌麿 夢と知りせば（1977年）
- 高校大パニック（1978年）
- さらば映画の友よ インディアンサマー（1979年）
- 限りなく透明に近いブルー（1979年）
- 遊戯シリーズ
  - 最も危険な遊戯（1978年）
  - 殺人遊戯（1978年）
  - 処刑遊戯（1979年）
- 蘇る金狼（1979年）
- 俺達に墓はない（1979年）
- 隠密同心・大江戸捜査網（1979年）
- 野獣死すべし（1980年）
- 薔薇の標的（1980年）
- セーラー服と機関銃（1981年）
- 化石の荒野（1982年）
- V.マドンナ大戦争（1985年）
- 聖女伝説（1985年）
- キャバレー（1986年）
- 傷だらけの勲章（1986年）
- チェッカーズ SONG FOR U.S.A（1986年）
- 押忍!!空手部（1990年）
- のぞみウィッチィズ（1990年）
- 髑髏戦士 ザ・スカルソルジャー 復讐の美学（1992年）
- 第2回欽ちゃんのシネマジャック やさしい嵐（1994年）
- 魔界転生（1996年、オリジナルビデオ）
- 修羅がゆく8 首都血戦（1998年）
- SF サムライ・フィクション（1998年）
- 蘇える優作 探偵物語 特別篇（1998年）
- サウラビ (映画)（싸울아비）（2002年、日本と韓国の合作映画）
- レディ・ジョーカー（2004年）

　他　多数（※当初の担当殺陣師が抜け、クレジットタイトル変更のないまま途中から高倉が引き継いだ作品も多い）